# Juan Manuel Barbero
Juan Manuel Barbero Sánchez (Baracaldo, Vizcaya, 9 de mayo de 1968) es un exfutbolista español que se desempeñaba como defensa.

## Clubes
| Club              | País   | Año       |
| ----------------- | ------ | --------- |
| Getafe C. F.      | España | 1994-1995 |
| C. D. Leganés     | España | 1995-1996 |
| R. C. D. Mallorca | España | 1996-1998 |
| Hércules C. F.    | España | 1998-2000 |